# They Dare Not Love
Pour plus de détails, voir Fiche technique et Distribution.
They Dare Not Love (litt., « Ils n'osent pas aimer ») est un film américain en noir et blanc réalisé par James Whale, sorti en 1941.

## Synopsis
Un prince européen fuit l'Autriche au moment de l'Anschluss pour s'installer à Londres et y rencontre une belle émigrée autrichienne qui lui fait comprendre qu'il a eu tort de partir. Il conclut alors un accord avec les nazis pour revenir en échange de quelques prisonniers autrichiens mais découvre qu'il ne faut pas faire confiance aux nazis.

## Fiche technique
- Titre : They Dare Not Love
- Réalisation : James Whale
- Scénario : Charles Bennett, James Edward Grant et Ernest Vajda
- Photographie : Franz Planer
- Costumes : Irene Saltern
- Montage : Al Clark
- Musique : Jacques Belasco
- Société de production et de distribution: Columbia Pictures
- Pays de production :  États-Unis
- Langue originale : anglais américain
- Format : noir et blanc — 1.37:1 — son : mono
- Genre : drame, guerre
- Durée : 75 min
- Date de sortie :
- États-Unis : 16 mai 1941

## Distribution
- George Brent : le prince Kurt von Rotenberg
- Martha Scott : Marta Keller
- Paul Lukas : le baron von Helsing

Acteurs non crédités
- Peter Cushing : le sous-Lieutenant Blackler
- Cy Kendall : le major Kenlein
- Charles Wagenheim : valet